# クリス・カヨール
クリス・カヨール（Chris Cayole, 1985年1月1日 - ）は、アメリカ合衆国の男子バスケットボール選手である。身長201cm、体重98㎏で、ポジションはパワーフォワード。Bリーグ・B2リーグの秋田ノーザンハピネッツに所属していた。カヨールは、スペイン語式の言い方で、北米ではケイヨールと発音する。

## 人物
ライス記念高等学校からセントマイケルズ大学に進んだ後、2007年のNBAドラフトで指名を受けなかったカヨールはABAのバーモント・フロストヒーブスに2年間所属する。
2009年から2011年まではドイツで、2011年から2015年まではカナダでプレイする。2012年と2013年にはNBLカナダのオールスターにも選出された。しかし、2014-15シーズン、カヨールが所属していたハリファックス・レインメンがファイナル第7戦を放棄したことで、カヨールもNBLカナダでの出場資格を停止される(2015年NBLカナダ・ファイナルズでの乱闘）。
メキシコ、アルゼンチン、プエルトリコのチームを経て、2017年12月22日にはBリーグ・B2リーグの秋田ノーザンハピネッツと契約する。秋田は、かつてハリファックス・レインメンを率いていたジョゼップ・クラロスがヘッドコーチを務めるチームだった。